# فيل كلارك (لاعب كرة قدم أمريكية)
فيل كلارك (بالإنجليزية: Phil Clark)‏ هو لاعب كرة قدم أمريكية أمريكي، ولد في 28 أبريل 1945 في برلنغتون في الولايات المتحدة.

## وصلات خارجية
- فيل كلارك (لاعب كرة قدم أمريكية) على موقع مرجع كرة القدم المحترفة.كوم (الإنجليزية)